# ويليام ماسون براون
ويليام ماسون براون (بالإنجليزية: William Mason Brown)‏ هو رسام أمريكي، ولد في 1828، وتوفي في 6 سبتمبر 1898.